# Roaming Romeo (film 1928)
Roaming Romeo è un cortometraggio muto del 1928 diretto da Henry W. George, pseudonimo con il quale firmava le sue regia il popolare attore comico britannico Lupino Lane.

## Trama
Belle-Hure e Horatio Babaorum scappano da una galea romana e finiscono in un palazzo dove fanno sfoggio della loro abilità di buffoni.

## Produzione
Il film, conosciuto anche con il titolo Bending Hur, fu prodotto dalla Lupino Lane Comedy Corporation.

## Distribuzione
Distribuito dalla Educational Film Exchanges, il film - un cortometraggio in due bobine uscito nel Regno Unito come Bending Her - uscì nelle sale cinematografiche USA il 29 luglio 1928.
Copia della pellicola è stata pubblicata in DVD. Il 10 marzo 2001, il film è stato presentato al Cinefest.